# Rim
Rim (italijansko Roma) je glavno mesto Italije, glavno mesto dežele Lacij (Lazio) in istočasno upravne skupnosti metropolitanskega mesta Rim. Z 2.860.009 prebivalci na 1285 km² je Rim najbolj naseljena občina v državi in tretje najbolj naseljeno mesto v Evropski uniji po številu prebivalcev znotraj mestnih meja. Metropolitansko glavno mesto Rim s 4.355.725 prebivalci je najbolj naseljeno metropolitansko mesto v Italiji. Rim je znan tudi kot večno mesto (Città eterna). Razprostira se na bregovih reke Tibere in na sedmih mestnih gričih: Palatino (Palatinski grič), Aventino (Aventinski grič), Capitol (Kapitolski grič), Quirinale (Kvirinalski grič), Viminale, Esquilino (Eskvilin) in Celio (Celijo).
V središču mesta je najmanjša neodvisna država na svetu Vatikan, prebivališče papeža kot škofa Rimske škofije in obenem sedež osrednje oblasti rimskokatoliške cerkve, saj so vse ostale rimskokatoliške škofije podrejene rimskemu škofu oz. papežu.
Zgodovina Rima obsega 28 stoletij. Medtem ko rimska mitologija datira ustanovitev Rima okoli leta 753 pr. n. št., je bilo to mesto naseljeno veliko dlje, zaradi česar je bilo glavno človeško naselje že skoraj tri tisočletja in eno najstarejših neprekinjeno zasedenih mest v Evropi. Zgodnje prebivalstvo mesta izvira iz mešanice Latincev, Etruščanov in Sabincev. Sčasoma je mesto zaporedoma postalo prestolnica Rimskega kraljestva, Rimske republike in Rimskega cesarstva, mnogi pa ga obravnavajo kot prvo cesarsko mesto in metropolo. Večno mesto (latinsko Urbs Aeterna; italijansko La Città Eterna) ga je prvi imenoval rimski pesnik Tibul v 1. stoletju pred našim štetjem, izraz pa so prevzeli tudi Ovidij, Vergilij in Tit Livij. Rim se imenuje tudi Caput Mundi (prestolnica sveta). Po padcu cesarstva na zahodu, ki je zaznamoval začetek srednjega veka, je Rim počasi padel pod politično oblast papeštva, v 8. stoletju pa je postal glavno mesto Papeške države, ki je trajala do leta 1870. Od renesanse so skoraj vsi papeži od Nikolaja V. (1447–1455) v štiristo letih sledili usklajenemu arhitekturnemu in urbanističnemu programu, katerega cilj je bil narediti mesto umetniško in kulturno središče sveta. Na ta način je Rim najprej postal eno glavnih središč renesanse, nato pa rojstni kraj baročnega sloga in neoklasicizma. Znani umetniki, slikarji, kiparji in arhitekti so Rim postavili v središče svoje dejavnosti in ustvarjali mojstrovine po vsem mestu. Leta 1871 je Rim postal glavno mesto Kraljevine Italije, ki je leta 1946 postala Italijanska republika.
Leta 2019 je bil Rim 11. najbolj obiskano mesto na svetu z 10,1 milijona turistov, tretje najbolj obiskano mesto v Evropski uniji in najbolj priljubljena turistična destinacija v Italiji. Njegovo zgodovinsko središče je UNESCO uvrstil na seznam svetovne dediščine. Rim, mesto gostitelj poletnih olimpijskih iger 1960, je tudi sedež več specializiranih agencij Združenih narodov, kot so Organizacija Združenih narodov za prehrano in kmetijstvo (FAO), Svetovni program za hrano (WFP) in Mednarodni sklad za kmetijski razvoj (IFAD). Mesto gosti tudi sekretariat parlamentarne skupščine Unije za Sredozemlje (UzM) ter sedeže številnih mednarodnih podjetij, kot so Eni, Enel, TIM, Leonardo SpA, ter nacionalnih in mednarodnih bank, kot so npr. Unicredit in BNL. Rimsko poslovno okrožje EUR je dom številnih podjetij naftne, farmacevtske in finančnih storitev. Zaradi prisotnosti priznanih mednarodnih blagovnih znamk v mestu je Rim postal pomembno središče mode in oblikovanja, Cinecittà Studios pa je bil prizorišče številnih filmov, nagrajenih z oskarji.

## Zgodovina Rima
Rim je nastal po vsej verjetnosti z združitvijo različnih plemenskih skupin, ki so živeli na tem območju približno v 8. stoletju pr. n. št. Ampak tradicija pripoveduje, da sta mesto ustanovila brata Romul in Rem 21. aprila leta 753 pr. n. št. Tako je Romul postal prvi rimski kralj, ki mu je sledilo še šest monarhov, ki so bili verjetno vsi etruščanskega porekla. Zadnji izmed teh, Tarkvinij Ošabni, je bil izgnan iz Rima leta 509 pr. n. št. in tedaj je bila ustanovljena Rimska republika (Repubblica Romana), ki je trajala do druge polovice 1. stoletja pr. n. št.
Med tem časom je Rim bil številne bitke, s katerimi je zasedel celotno Italijo. Prihajalo je tudi do preobratov, denimo leta 387 pr. n. št., ko so Galci napadli Rim in ga skoraj v celoti porušili. Z vojnami proti različnim italskim ljudstvom, Galcem, Kartažanom in Makedoncem so Rimljani utrdili prevlado nad Italijo in se začeli širiti proti Španiji in antični Makedoniji.
V 1. stoletju. pr. n. št. začne v republiki škripati in se mora soočiti z državljansko vojno in Spartakovim uporom. Rim je nadaljeval svoja osvajanja ozemelj na čelu z Julijem Cezarjem, ki je osvojil Galijo ter razširil državo celo do Sirije in Armenije.
Rimska nadvlada se je tako razprostirala nad prevelikim ozemljem, zato je postal nadzor za Rim pretežak. To je privedlo do nastanka Rimskega imperija.

### Antični Rim
Eden od simbolov Rima, Kolosej ali Flavijski amfiteater (70-80 AD), je največji amfiteater kdajkoli zgrajen v Rimskem cesarstvu. Zgraditi so ga dali cesarji Flavijske rodbine: Vespazijan, Tit in Domicijan, zato tudi Flavijski amfiteater. Ime Kolosej naj bi dobil po velikanskem, 30 m visokem kipu Nerona v podobi sončnega boga, ki je stal v bližini ali zaradi svoje izredne velikosti. Odprli so ga leta 80 našega štetja. V njem so organizirali borbe gladiatorjev, borbe z živalmi in igre na vodi. Stavba se je dvigala na sedmih koncentričnih krogih elipse 1888 x 156 m v štiri nadstropja in je dosegla višino 57 m. Za 50.000 gledalcev so napravili 76 vhodov, ki so bili v prazninah lokov iz peščenca.
Za časa svoje vladavine je dal cesar Hadrijan na bregu reke Tibere zgraditi veličastni mavzolej, danes bolj znan kot Angelski grad. Leta 217 je dal cesar Karakala v Rimu zgraditi svoje slovite terme.
2. stoletje našega štetja je bila doba največjega sijaja antičnega Rima. Mesto se je razširilo izven Servijanovega obzidja, dolgi nadzemni akvadukti so dovajali mestu pitno vodo, ta pa je pritekala tudi v številne fontane in javna kopališča, ki so bila ena od središč rimskega kulturnega življenja. Politično in poslovno življenje se je dogajalo na forumih v poganskih templjih in tržnicah. Rimljani se hrepeneli po »panem et cirkences«, po predstavah, bojih in igrah v Koloseju, Marcelovem gledališču, v cirkusih (npr. Circus Maximus) ki so jih organizirali vladarji in bogataši. Ogromno mesto, ki je štelo že več kot milijon prebivalcev, je dal cesar Avrelijan (leto 270-275) zavarovati z mogočnim obzidjem, dolgim 18 kilometrov, s trinajstimi vrati, ki je skoraj v celoti ohranjeno še danes.
Leta 312 je cesar Konstantin I. Veliki v bitki pri Milvijskem mostu premagal svojega konkurenta Maksencija  ter naslednje leto z Milanskim ediktom razglasil svobodo krščanske vere. Hkrati je prestavil svojo rezidenco v Bizanc, ki je po njem dobil ime Konstantinopel.
Rim je po razdelitvi cesarstva na dva dela (leta 395) in po ureditvi nove prestolnice izgubil ves svoj politični pomen. V Rimu je ostal papež, vodenje zahodnega dela rimskega imperija pa je cesar zaupal svojemu eksarhu, ki je vladal iz Ravene.

### Srednjeveški Rim
Po padcu Zahodnega rimskega cesarstva leta 476 n. št. je bil Rim najprej pod nadzorom Odoakerja, nato pa je postal del Ostrogotskega kraljestva, preden se je po gotski vojni, ki je mesto opustošila leta 546 in 550, vrnil pod oblast Vzhodnega rimskega cesarstva, se je po gotski vojni (535–554) zmanjšal z več kot milijon prebivalcev v letu 210 na 500.000 v letu 273 in na 35 000 po gotski vojni (535–554) , razvejano mesto se je zmanjšalo na skupine naseljenih zgradb, razpršenih med velikimi površinami ruševin, rastlinja, vinogradov in tržov. Na splošno velja, da je bilo do leta 300 1 milijon prebivalcev (ocene se gibljejo od 2 milijona do 750.000), ko se je leta 400 n.št. znižalo na 750–800.000, do leta 450 na 450–500.000 in do 80–100.000 leta 500 (čeprav jih je bilo takrat morda dvakrat več).
Rimski škof, imenovan papež, je bil pomemben že od prvih dni krščanstva zaradi mučeništva obeh apostolov Petra in Pavla. Tudi rimske škofe so videli (in še vedno jih vidijo katoličani) kot naslednike Petra, ki velja za prvega rimskega škofa. Mesto je tako postalo vse pomembnejše kot središče katoliške cerkve.
Po vpadu Langobardov v Italijo (569–572) je mesto ostalo nominalno bizantinsko, v resnici pa so papeži vodili politiko ravnotežja med Bizantinci, Franki in Langobardi. Leta 729 je langobardski kralj Liutprand podaril Cerkvi mesto Sutri na severu Lacija, s čimer je pokazal svojo posvetno moč. Leta 756 je Pipin Mali, potem ko je premagal Langobarde, dal papežu posvetno jurisdikcijo nad rimskim vojvodstvom in Ravenskim eksarhatom ter tako ustvaril papeško državo. Od tega obdobja so v mestu poskušale vladati tri sile: papež, plemstvo (skupaj z voditelji milic, sodniki, senat in prebivalstvo) in frankovski kralj kot kralj Langobardov, patricij in cesar. Te tri stranke (teokratska, republikanska in cesarska) so bile značilne za rimsko življenje v celotnem srednjem veku. Na božično noč leta 800 je papež Leon III. v Rimu okronal Karla Velikega za cesarja Svetega rimskega cesarstva: ob tej priložnosti je mesto prvič gostilo dve sili, katerih boj za nadzor naj bi bil stalnica srednjega veka.
Leta 846 so muslimanski Arabci neuspešno vdrli v mestno obzidje, vendar so uspeli izropati baziliko sv. Petra in sv. Pavla, obe zunaj mestnega obzidja. Po razpadu karolinške moči je Rim postal žrtev fevdalnega kaosa: več plemiških družin se je borilo proti papežu, cesarju in drug drugemu. To so bili časi Teodore in njene hčerke Marozije, priležnic in mater več papežev, in Crescentiusa, močnega fevdalca, ki se je boril proti cesarjem Otonu II. in Otonu III. , Škandali v tem obdobju so prisilili papeštvo, da se reformira: izvolitev papeža je bila pridržana kardinalom, poskušali pa so reformirati duhovščino. Gonilna sila te prenove je bil menih Ildebrando da Soana, ki je bil kasneje izvoljen za papeža pod imenom Gregor VII., ki se je vključil v polemiko proti cesarju Henriku IV. Nato so Normani oropali in požgali Rim pod vodstvom Roberta Guiscarda, ki je vstopil v mesto v podporo papežu, nato pa oblegal v Angelski grad (Castel Sant'Angelo).
V tem obdobju je mesto avtonomno vodil senatore ali patrizio. V 12. stoletju se je ta uprava, tako kot druga evropska mesta, razvila v komuno, novo obliko družbene organizacije, ki jo nadzirajo novi bogati razredi. Papež Lucij II. se je boril proti rimski komuni, boj pa je nadaljeval njegov naslednik papež Evgen III.: do te stopnje je komuno, povezano z aristokracijo, podpiral menih, ki je bil verski in družbeni reformator Arnold Brešijski. Po papeževi smrti je papež Hadrijan IV. ujel Arnalda, kar je pomenilo konec avtonomije občine. Pod papežem Inocencem III., katerega vladavina je zaznamovala vrhunec papeštva, je komuna likvidirala senat in ga nadomestila s senatore, ki je bil podrejen papežu.
V tem obdobju je papeštvo imelo v Zahodni Evropi sekularni pomen, pogosto pa je delovalo kot razsodnik med krščanskimi monarhi in izvajalo dodatna politična pooblastila.
Leta 1266 je bil za senatorja imenovan Karel I. Anžujski, ki se je v imenu papeža odpravljal proti jugu v boj proti Hohenstaufnu. Karel je ustanovil univerzo Sapienza v Rimu. V tem obdobju je papež umrl in kardinali, poklicani v Viterbo, se niso mogli dogovoriti o njegovem nasledniku. To je razjezilo prebivalce mesta, ki so nato odstranili streho stavbe, kjer so se srečali in jih zaprli, dokler niso predlagali novega papeža; to je pomenilo rojstvo konklave. V tem obdobju so mesto razbili tudi nenehni boji med aristokratskimi družinami: Annibaldi, Caetani, Colonna, Orsini, Conti, živeči v trdnjavah, zgrajenih nad starodavnimi rimskimi zgradbami, so se med seboj borili za nadzor papeštva.
Papež Bonifacij VIII., rojen Caetani, je bil zadnji papež, ki se je boril za univerzalno oblast cerkve; razglasil je križarski pohod proti družini Colonna in leta 1300 pozval k prvemu jubileju krščanstva, ki je v Rim pripeljalo milijone romarjev. Vendar je njegove upe zatrl francoski kralj Filip Lepi, ki ga je zajel in ubil v Anagniju. Nato je bil izvoljen nov papež, zvest Francozom, papeštvo pa se je za kratek čas preselilo v Avignon (1309–1377). V tem obdobju je bil Rim zanemarjen, dokler na oblast ni prišel plebejski moški Cola di Rienzo. Idealist in ljubitelj starega Rima je Cola sanjal o ponovnem rojstvu Rimskega cesarstva: po prevzemu oblasti z naslovom Tribuno je prebivalstvo zavrnilo njegove reforme. Prisiljen pobegniti se je Cola vrnil kot del spremstva kardinala Albornoza, ki je bil obtožen obnove cerkvene oblasti v Italiji. Za kratek čas nazaj na oblasti, je prebivalstvo kmalu linčalo Colo, mesto pa je prevzel Albornoz. Leta 1377 je Rim spet postal sedež papeštva pod Gregorjem XI. Vrnitev papeža v Rim v tistem letu je sprožila zahodni razkol (1377–1418), naslednjih štirideset let pa so mesto prizadele delitve, ki so pretresle Cerkev.

### Zgodnja moderna zgodovina
Leta 1418 je Konstanški koncil poravnal zahodni razkol in izvoljen je bil rimski papež Martin V. To je v Rim prineslo stoletje notranjega miru, ki je zaznamoval začetek renesanse. Vladajoči papeži do prve polovice 16. stoletja, od Nikolaja V., ustanovitelja Vatikanske knjižnice, do Pija II., humanista in pisatelja, od Siksta IV., papeža bojevnika, do Aleksandra VI., nemoralnega in nepotističnega, od Julija II., vojaka in pokrovitelja, Leon X., ki je dal svoje ime temu obdobju (»stoletje Leona X«), vsi pa so svojo energijo posvetili veličini in lepoti Večnega mesta ter pokroviteljstvu umetnosti.
V teh letih se je središče italijanske renesanse preselilo iz Firenc v Rim. Veličastna dela, kot je nova bazilika svetega Petra, Sikstinska kapela in Ponte Sisto (prvi most, zgrajen čez Tibero od antike, čeprav na rimskih temeljih). Da bi to dosegli, so papeži angažirali najboljše umetnike tistega časa, med drugim Michelangela, Perugina, Rafaela, Ghirlandaia, Luca Signorellija, Botticellija in Cosima Rossellija.
Obdobje je bilo tudi zloglasno zaradi papeške korupcije, saj je veliko papežev imelo otroke in se ukvarjalo z nepotizmom in simonijo. Korupcija papežev in veliki stroški njihovih gradbenih projektov so deloma privedli do reformacije in posledično do protireformacije. Pod ekstravagantnimi in bogatimi papeži se je Rim spremenil v središče umetnosti, poezije, glasbe, literature, izobraževanja in kulture. Rim je lahko tekmoval z drugimi večjimi evropskimi mesti tistega časa po bogastvu, veličini, umetnosti, učenju in arhitekturi.
Obdobje renesanse je dramatično spremenilo obraz Rima z deli, kot je Pietà (Michelangelo), in freskami Borgijskih apartmajev. Rim je dosegel najvišjo točko sijaja pod papežem Julijem II. (1503–1513) in njegovimi nasledniki Leom X. in Klemenom VII, oba člana družine Medici.
V tem dvajsetletnem obdobju je Rim postal eno največjih središč umetnosti na svetu. Stara bazilika svetega Petra, ki jo je zgradil cesar Konstantin I. Veliki  (ki je bila do takrat v dotrajanem stanju), je bila porušena in začela se je graditi nova. Mesto je gostilo umetnike, kot so Ghirlandaio, Perugino, Botticelli in Bramante, ki so zgradili tempelj San Pietro in Montorio in načrtovali velik projekt prenove Vatikana. Rafael, ki je v Rimu postal eden najbolj znanih italijanskih slikarjev, je ustvaril freske v vili Farnesina, Rafaelove stance in številne druge znane slike. Michelangelo je začel z dekoracijo stropa Sikstinske kapele in izvedel znameniti Mojzesov kip za grobnico Julija II.
Njegovo gospodarstvo je bilo bogato, prisotnih je bilo več toskanskih bankirjev, vključno z Agostinom Chigijem, ki je bil Rafaelov prijatelj in pokrovitelj umetnosti. Rafael je pred zgodnjo smrtjo prvič spodbujal tudi ohranjanje starodavnih ruševin. Italijanska vojna (1526-1529) je povzročila prvo ropanje mesta v več kot petsto letih od zadnjega pustošenja; leta 1527 so Landsknehti cesarja Karla V. opustošili mesto in tako nenadoma končali zlato dobo renesanse v Rimu.
Od tridentskega koncila leta 1545 je Cerkev začela protireformacijo kot odgovor na reformacijo, obsežen dvom o avtoriteti Cerkve v duhovnih zadevah in vladnih zadevah. Ta izguba zaupanja je privedla do velikih premikov oblasti od Cerkve. Pod papeži od Pija IV. do Siksta V. je Rim postal središče reformiranega katolicizma in videl gradnjo novih spomenikov, ki so slavili papeštvo. Papeži in kardinali 17. in zgodnjega 18. stoletja so nadaljevali gibanje tako, da so mestno pokrajino obogatili z baročnimi zgradbami.
To je bila še ena nepotistična doba; nove aristokratske družine (Barberini, Pamphili, Chigi, Rospigliosi, Altieri, Odescalchi) so zaščitili njihovi papeži, ki so svojim sorodnikom zgradili ogromne baročne palače. V času razsvetljenstva so do Večnega mesta prišle nove ideje, kjer je papež podpiral arheološke študije in izboljšal blaginjo ljudi. Toda v času protireformacije Cerkvi ni šlo vse dobro. Pri poskusih uveljavljanja moči Cerkve je prišlo do zastojev, opazen primer pa je bil leta 1773, ko so papeža Klemena XIV. posvetne oblasti prisilile, da je zatrl jezuitski red.

### Pozno moderno obdobje in sedanjost
Vladavino papežev je prekinila kratkotrajna Rimska republika (1798–1800), ki je nastala pod vplivom francoske revolucije. Papeške države so bile obnovljene junija 1800, toda v času Napoleonove vladavine je bil Rim priključen kot departma Francoskega cesarstva: najprej kot Département du Tibre (1808–1810), nato pa kot Département Rome (1810–1814). Po padcu Napoleona so bile papeške države ponovno ustanovljene z odločitvijo Dunajskega kongresa leta 1814.
Leta 1849 je bila med letom revolucij leta 1848 razglašena druga rimska republika. Dve izmed najvplivnejših oseb italijanske združitve, Giuseppe Mazzini in Giuseppe Garibaldi, sta se borila za kratkotrajno republiko.
Rim je nato postal središče upanja o ponovni združitvi Italije, potem ko je bila preostala Italija leta 1861 združena kot Kraljevina Italija z začasno prestolnico v Firencah. Tega leta je bil Rim razglašen za glavno mesto Italije, čeprav je bil še vedno pod papeževim nadzorom. V 1860-ih so bili zadnji ostanki papeške države pod francosko zaščito pod zunanjo politiko Napoleona III.. Francoske čete so bile nameščene v regiji pod papeškim nadzorom. Leta 1870 so se francoske čete umaknile zaradi izbruha francosko-pruske vojne. Italijanskim vojakom je uspelo zavzeti Rim, ko so vstopili v mesto skozi preboj v bližini Porta Pia. Papež Pij IX. se je v Vatikanu razglasil za zapornika. Leta 1871 se je glavno mesto Italije preselilo iz Firenc v Rim. Leta 1870 je mesto imelo 212.000 prebivalcev, vsi so živeli na območju, ki ga je omejevalo starodavno mesto, leta 1920 pa 660.000 prebivalcev. Pomemben del je živel zunaj obzidja na severu in čez Tibero na območju Vatikana.
Rim je bil kmalu po prvi svetovni vojni konec leta 1922 priča razcvetu italijanskega fašizma pod vodstvom Benita Mussolinija, ki je vodil pohod na mesto. Do leta 1926 je odpravil demokracijo, sčasoma je razglasil novo italijansko cesarstvo in Italijo leta 1938 povezal z nacistično Nemčijo. Mussolini je porušil precej velike dele mestnega središča, da bi zgradil široke avenije in trge, ki naj bi slavili fašistični režim in oživitev in poveličevanje klasičnega Rima. Medvojno obdobje je doživelo hitro rast prebivalstva mesta, ki je kmalu po letu 1930 preseglo milijon prebivalcev. Med drugo svetovno vojno je zaradi umetniških zakladnic in prisotnosti Vatikana Rim v veliki meri ušel tragični usodi drugih evropskih mest. 19. julija 1943 pa so angloameriške sile bombardirale okrožje San Lorenzo, kar je povzročilo približno 3000 takojšnjih smrti in 11.000 ranjenih, od katerih jih je umrlo še 1500. Mussolini je bil aretiran 25. julija 1943. Na dan italijanskega premirja 8. septembra 1943 so mesto zasedli Nemci. Papež je Rim razglasil za odprto mesto. Osvobojen je bil 4. junija 1944.
Rim se je po vojni močno razvil v okviru »italijanskega gospodarskega čudeža« povojne obnove in posodobitve v 1950-ih in zgodnjih 1960-ih. V tem obdobju, v letih la dolce vita (sladkega življenja), je Rim postal modno mesto, priljubljeni klasični filmi, kot so Ben-Hur,  Quo Vadis, Rimske počitnice in Sladko življenje, posneti v znamenitih mestnih studiih Cinecittà. Rastoči trend rasti prebivalstva se je nadaljeval do sredine 1980-ih, ko je imela občina več kot 2,8 milijona prebivalcev. Po tem se je število prebivalcev počasi zmanjševalo, ko so se ljudje začeli seliti v bližnja predmestja.

## Geografija
Rim je v deželi Lacij v osrednji Italiji ob reki Tiberi (italijansko Tevere). Prvotno naselje se je razvilo na gričih, ki so bili obrnjeni proti bregu ob otoku, edinem naravnem bregu reke na tem območju. Rim je bil zgrajen na sedmih gričih: Palatino (Palatinski grič), Aventino (Aventinski grič), Capitol (Kapitolski grič), Quirinale (Kvirinalski grič), Viminale (Viminal), Esquilino (Eskvilin) in Celio (Celijo). Sodobni Rim prečka še ena reka, Aniene, ki se izliva v Tibero severno od zgodovinskega središča.
Čeprav je središče mesta približno 24 kilometrov v notranjosti od Tirenskega morja, se mestno ozemlje razteza do obale, kjer je jugozahodno okrožje Ostia. Nadmorska višina osrednjega dela Rima se giblje od 13 metrov nad morjem (ob vznožju Panteona) do 139 metrov nad morjem (vrh Monte Mario). Rimska občina obsega skupno 1285 kvadratnih kilometrov, vključno s številnimi zelenimi površinami.
V zgodovini Rima so bile mestne meje znotraj mestnega obzidja. Prvotno so sestavljali Servijev zid, ki je bil zgrajen dvanajst let po galskem opustošenju mesta leta 390 pr. n. št. Ta je vseboval večino gričev Eskvilin in Caelio ter celotnih ostalih pet. Rim je prerasel Servijev zid, a je bilo novo obzidje zgrajeno skoraj 700 let kasneje, leta 270 n. št.. Dolgo je bilo skoraj 19 kilometrov in je še vedno stalo leta 1870, ko so ga vojaki Kraljevine Italije morali prebiti, da bi vstopili v mesto. Mestno območje prereže obvoznica Grande Raccordo Anulare (GRA), končana leta 1962, ki obkroža središče mesta na razdalji približno 10 km. Ko je bil obroč dokončan, je večina njegovih naseljenih območij ležala znotraj (ena redkih izjem je bila nekdanja vasica Ostia, ki leži ob Tirenski obali), do zdaj pa so zgradili četrti, ki segajo do 20 km onkraj.
Občina obsega približno trikratno površino znotraj Raccorda in je po površini primerljiva s celotnima metropolitanskima mestoma Milano in Neapelj ter s površino, ki je šestkrat večja od ozemlja teh mest. Vključuje tudi precejšnja območja opuščenega močvirja, ki niso primerna niti za kmetijstvo niti za razvoj mest.
Posledično gostota poselitve občine ni tako velika, njeno ozemlje je razdeljeno med zelo urbanizirana območja in območja, označena kot parki, naravni rezervati in za kmetijsko rabo.

### Podnebje
Rim ima sredozemsko podnebje (Köppnova podnebna klasifikacija: Csa) z vročimi, suhimi poletji in blagimi, vlažnimi zimami.
Povprečna letna temperatura je čez 21 ° C podnevi in 9 ° C ponoči. V najhladnejšem mesecu januarju je povprečna temperatura 12,6 ° C podnevi in 2,1 ° C ponoči. V najtoplejšem mesecu avgustu je povprečna temperatura podnevi 31,7 ° C, ponoči pa 17,3 ° C.
December, januar in februar so najhladnejši meseci s povprečno dnevno temperaturo približno 8 ° C. Temperature v teh mesecih se običajno gibljejo med 10 in 15 ° C podnevi in med 3 in 5 ° C ponoči, pri čemer se pogosto pojavljajo hladnejša ali toplejša obdobja. Snežne padavine so redke, vendar ne nezaslišane, pri nekaterih zimah se pojavljajo rahel sneg ali nevihte, velike snežne padavine pa zelo redki (zadnje so bili leta 2018, 2012 in 1986).
Povprečna relativna vlažnost je 75 % in se giblje od 72 % julija do 77 % novembra. Temperature morja se gibljejo od najnižjih 13,9 ° C februarja do najvišjih 25,0 ° C avgusta.

## Demografija
Leta 550 pred našim štetjem je bil Rim med največjimi mesti v Italiji. Imel je površino približno 285 hektarjev in ocenjeno 35.000 prebivalcev. Drugi viri kažejo, da je bilo prebivalcev med letoma 600 in 500 pr. n. št. nekaj manj kot 100.000. Ko je bila ustanovljena republika leta 509 pred našim štetjem, je po popisu živelo 130.000 prebivalcev. Republika je vključevala samo mesto in bližnjo okolico. Drugi viri kažejo na 150.000 prebivalcev. Leta 150 pred našim štetjem je preseglo 300.000.
Velikost mesta v času cesarja Avgusta je predmet ugibanj z ocenami, ki temeljijo na distribuciji žita, uvozu žita, zmogljivostih vodovoda, mejah mesta, gostoti prebivalstva, popisnih poročilih in predpostavkah o številu neprijavljenih žensk, otrok in sužnjev, kar ponuja zelo širok razpon. Glenn Storey ocenjuje 450.000 ljudi, Whitney Oates ocenjuje 1,2 milijona, Neville Morely poda grobo oceno 800.000 in izključuje prejšnje predloge za 2 milijona. Ocene prebivalstva mesta so različne. A. H. M. Jones je sredi 5. stoletja prebivalstvo ocenil na 650.000. Škoda, ki je nastala zaradi opustošenja, je bila morda precenjena. Število prebivalcev se je že začelo zmanjševati od poznega 4. stoletja dalje, čeprav se zdi, da je sredi sredine 5. stoletja Rim še naprej najbolj naseljeno mesto obeh delov cesarstva. [90] Po Krautheimerjevem mnenju je bilo v letu 400 še vedno blizu 800.000; se je zmanjšalo na 500.000 do 452 in se zmanjšalo na morda 100.000 v letu 500 n. št.. Po gotskih vojnah, 535–552, se je število prebivalcev morda začasno zmanjšalo na 30.000. V času pontifikata papeža Gregorja I. (590–604) je morda doseglo 90.000, ki so jih povečali begunci. Lancon ocenjuje število na podlagi števila »incisijev«, vpisanih kot upravičenih do prejema obrokov kruha, olja in vina na 500.000 ljudi, ki je pri reformi leta 419 padlo na 120.000. Neil Christie je s sklicevanjem na brezplačne obroke za najrevnejše ocenil 500.000 sredi 5. stoletja in le še četrt milijona ob koncu stoletja. Roman 36 cesarja Valentinijana III. beleži 3.629 milijona funtov svinjine, ki jih bodo razdelili potrebnim po 5 lbs na mesec za pet zimskih mesecev, kar zadošča za 145.000 prejemnikov, iz česar se domneva, da je bilo takrat nekaj manj kot pol milijona prebivalcev. Dobave žita so ostale nespremenjene, dokler Vandali leta 439 niso zasegli preostalih provinc Severne Afrike, morda pa so se do neke mere še nadaljevali. Prebivalstvo mesta se je v zgodnjem srednjem veku od leta 700 zmanjšalo na manj kot 50.000 ljudi. Še naprej je stagniral ali se krčil vse do renesanse.
Ko je Kraljevina Italija leta 1870 priključila Rim, je imelo mesto približno 225.000 prebivalcev. Manj kot polovica mestnega obzidja je bila zgrajena leta 1881, ko je bilo zabeleženih 275.000 prebivalcev. To se je do pred prvo svetovno vojno povečalo na 600.000. Fašistični režim Mussolinija je poskušal preprečiti pretiran demografski porast mesta, vendar mu do zgodnjih 1930-ih ni uspelo preprečiti, da ne bi dosegel milijon ljudi. Rast prebivalstva se je po drugi svetovni vojni nadaljevala, k čemur je pripomogel povojni gospodarski razcvet. Gradbeni razcvet je v 1950-ih in 1960-ih ustvaril tudi veliko predmestij.
Sredi leta 2010 je bilo v samem mestu 2.754.440 prebivalcev, približno 4,2 milijona ljudi pa je živelo na širšem območju Rima (kar je približno mogoče identificirati z njegovim upravnim velemestom, pri čemer je gostota prebivalstva okoli 800 prebivalcev/km² na več kot 5.000 km². Mladoletni (otroci, stari 18 let in mlajši) so predstavljali 17,00 % prebivalstva v primerjavi z upokojenci, ki jih je 20,76 %. (italijansko povprečje: 18,06 % mladoletnikov in 19,94 % upokojencev). Povprečna starost rimskega prebivalca je 43 let v primerjavi z italijanskim povprečjem 42. V petih letih med letoma 2002 in 2007 se je prebivalstvo Rima povečalo za 6,54 %, Italije kot celote pa za 3,56 %.
Mestno območje Rima presega administrativne meje mesta s približno 3,9 milijona prebivalcev. Na metropolitanskem območju Rima živi med 3,2 in 4,2 milijona ljudi.

## Vatikan
Ozemlje Vatikana je del Mons Vaticanus griča in sosednjih nekdanjih vatikanskih polj, kjer so bile zgrajene bazilika svetega Petra, Apostolska palača, Sikstinska kapela in [[Vatikanski muzeji]g skupaj z različnimi drugimi stavbami. Območje je bilo del rimske rione Borgo do leta 1929. Ker je bilo območje ločeno od mesta na zahodnem bregu Tibere, je bilo to predmestje, ki je bilo zaščiteno tako, da je bilo vključeno v obzidje Leona IV., pozneje razširjeno s sedanjim obrambnim zidom Pavla III., Pija IV. in Urbana VIII.
Ko so se leta 1929 pripravljali Lateranski sporazumi, ki so utemeljili državo Vatikan, je na meje predlaganega ozemlja vplivalo dejstvo, da je bila večina vsega omejena s to zanko. Na nekaterih delih meje ni bilo zidu, vendar je črta nekaterih stavb zagotavljala del meje, pri manjšem delu pa je bila zgrajeno novo obzidje.
Ozemlje vključuje Trg svetega Petra, ločeno od ozemlja Italije le z belo črto skupaj z mejo trga, kjer meji na Piazza Pio XII. Pot do trga svetega Petra vodi po ulici Via della Conciliazione, ki poteka od Tibere do sv. Petra. Ta veličasten pristop sta zasnovala arhitekta Marcello Piacentini in Spaccarelli po navodilih Benita Mussolinija in v soglasju s cerkvijo po sklenitvi Lateranskih sporazumov. V skladu sporazumi imajo nekatere nepremičnine Svetega sedeža, ki so na italijanskem ozemlju, predvsem Papeška palača Castel Gandolfo in večje bazilike, zunajteritorialni status, podoben tistim tujih veleposlaništev.

## Romanje
Rim je bil od srednjega veka glavno krščansko romarsko mesto. Ljudje z vsega krščanskega sveta obiščejo Vatikan, mesto Rim, sedež papeštva. Mesto je v srednjem veku postalo glavno romarsko mesto. Poleg kratkih obdobij kot samostojno mesto v srednjem veku je Rim ohranil svoj status papeške prestolnice in svetega mesta stoletja, tudi ko se je papež za nekaj časa preselil v Avignon (1309–1377). Katoličani verjamejo, da je Vatikan zadnje počivališče svetega Petra.
Romanja v Rim lahko vključujejo obiske številnih krajev, tako v Vatikanu kot na italijanskem ozemlju. Priljubljeno postajališče so Pilatove stopnice: to so po krščanski tradiciji stopnice, ki so vodile do pretorja Poncija Pilata v Jeruzalemu, na katerem je Jezus Kristus stal med svojim mučenjem na poti do sojenja. Stopnice naj bi v 4. stoletju v Rim pripeljala Helena iz Konstantinopla. Scala Santa že stoletja privabljajo krščanske romarje, ki so želeli častiti Jezusov pasijon. Drugi romarski objekti vključujejo več katakomb, zgrajenih v cesarskih časih, v katerih so kristjani molili, pokopavali svoje mrtve in častili v obdobjih preganjanja ter različne nacionalne cerkve (med njimi San Luigi dei francesi in Santa Maria dell'Anima) ali cerkve, povezane z njimi, s posameznimi verskimi redovi, kot sta jezuitska cerkev Il Gesu in Sant'Ignazio.
Tradicionalno romarji v Rimu (pa tudi pobožni Rimljani) v 24 urah obiščejo  sedem romarskih cerkva (ital. Le sette chiese). Ta običaj, obvezen za vsakega romarja v srednjem veku, je v 16. stoletju kodificiral sveti Filip Neri. Sedem cerkva so štiri glavne bazilike (Bazilika sv. Petra, Vatikan, Bazilika sv. Pavla zunaj obzidja, Rim, Bazilika svetega Janeza v Lateranu in Santa Maria Maggiore), ostale tri pa so San Lorenzo fuori le mura (zgodnjekrščanska bazilika), Santa Croce v Gerusalemme (cerkev, ki jo je ustanovila Helena, Konstantinova mati, v kateri so drobci lesa, pripisani svetemu križu) in San Sebastiano fuori le mura (ki leži ob Apijevi cesti in je zgrajena nad katakombami San Sebastiano).

## Znamenitosti

### Arhitektura
Rimska arhitektura se je skozi stoletja močno razvila, zlasti od klasičnega in cesarskega rimskega sloga do sodobne fašistične arhitekture. Rim je bil nekoč eden glavnih svetovnih epicentrov klasične arhitekture, ki je razvijal nove oblike, kot so lok, kupola in obok. Romanski slog v 11., 12. in 13. stoletju se je široko uporabljal tudi v rimski arhitekturi, kasneje pa je mesto postalo eno glavnih središč renesančne, baročne in neoklasicistične arhitekture.
Kljub temu, da je Rim dom Vatikana in bazilike svetega Petra, je rimska stolnica nadbazilika svetega Janeza Lateranskega na jugovzhodu središča mesta. Skupaj je v Rimu okoli 900 cerkva. Poleg same stolnice velja izpostaviti še baziliko Santa Maria Maggiore, baziliko svetega Pavla zunaj obzidja, baziliko San Clemente, San Carlo alle Quattro Fontane in cerkev Il Gesù. Pod mestom so tudi starodavne rimske katakombe. 
V Rimu so tudi številne zelo pomembne katoliške verske izobraževalne ustanove, prevsem Papeška lateranska univerza (Lateranum), Papeški biblični inštitut, Papeška univerza Gregoriana, Papeška univerza Urbaniana in Papeški orientalski inštitut.
Od konca Rimske republike je Rim tudi središče pomembne judovske skupnosti, ki je nekoč imela sedež v Trasteveru, pozneje pa v rimskem getu. Tam je tudi glavna sinagoga v Rimu, Tempio Maggiore.

#### Antični Rim
Eden od simbolov Rima je Kolosej (70–80 n. št.), Največji [[amfiteater, ki je bil kdaj koli zgrajen v Rimskem cesarstvu. Prvotno je zmogel 60.000 gledalcev, uporabljali pa so ga za gladiatorske boje. Pomembni spomeniki in znamenitosti starega Rima so Rimski forum, Domus Aurea, Panteon, Trajanov steber, Trajanova tržnica, katakombe, Circus Maximus, Karakalove terme, Angelski grad, Rim, Avgustov mavzolej, Ara Pacis, Konstantinov slavolok, Cestijeva piramida in Bocca della Verità.

#### Srednji vek
Srednjeveške priljubljene četrti mesta, ki so predvsem okoli Kapitola, so bile v veliki meri porušene med koncem 19. stoletja in fašističnim obdobjem, vendar je ostalo še vedno veliko pomembnih stavb. Bazilike iz krščanske antike so  Santa Maria Maggiore in svetega Pavla zunaj obzidja (slednji sta bila v veliki meri obnovljeni v 19. stoletju), v obeh pa so dragoceni mozaiki iz 4. stoletja našega štetja. Pomembnejše srednjeveške mozaike in freske najdemo tudi v cerkvah Santa Maria in Trastevere, Santi Quattro Coronati in Santa Prassede. Posvetne stavbe so številni stolpi, največja sta Torre delle Milizie in Torre dei Conti, oba poleg rimskega foruma, in ogromno zunanje stopnišče, ki vodi do bazilike Santa Maria v Aracoeliju.

#### Renesansa in barok
Rim je bil glavno svetovno središče renesanse, takoj za Firencami in se ga je gibanje močno dotaknilo. Med drugimi je mojstrovina renesančne arhitekture v Rimu Michelangelov trg Piazza del Campidoglio ali Kapitolski trg, na katerem stoji Konservatorska palača. V tem obdobju so velike aristokratske družine v Rimu gradile bogata stanovanja, kot so Palazzo del Quirinale (Kvirinalska palača; danes sedež predsednika Italijanske republike), Palazzo Venezia, Palača Farnese, Palača Barberini, Chigijeva palača (danes sedež italijanskega predsednika vlade), Palazzo Spada, Palazzo della Cancelleria in Villa Farnesina.
Številni znameniti mestni trgi - nekateri ogromni, veličastni in pogosto okrašeni z obeliski, nekateri majhni in slikoviti - so v času renesanse in baroka dobili današnjo obliko. Glavni so Piazza Navona, Španske stopnice, Campo de' Fiori, Piazza Venezia, Piazza Farnese, Piazza della Rotonda in Piazza della Minerva. Eden najbolj znanih primerov baročne umetnosti je vodnjak Trevi avtorja Nicola Salvija. Druge pomembne baročne palače iz 17. stoletja so Palazzo Madama, zdaj sedež italijanskega senata, in Palazzo Montecitorio, zdaj sedež poslanske zbornice Italije.

#### Neoklasicizem
Leta 1870 je Rim postal glavno mesto nove Kraljevine Italije. V tem času je v rimski arhitekturi prevladoval neoklasicizem, stavbni slog, na katerega je vplivala arhitektura antike. V tem obdobju so bile zgrajene številne velike palače, ki so gostile ministrstva, veleposlaništva in druge vladne agencije. Eden najbolj znanih simbolov rimskega neoklasicizma je Spomenik Viktorja Emanuela II. ali »oltar domovine«, kjer je grob neznanega vojaka, ki predstavlja 650.000 italijanskih vojakov, umrlih v prvi svetovni vojni.

#### Fašistična arhitektura
Fašistični režim, ki je vladal v Italiji med letoma 1922 in 1943, se je prav tako pustil vidne sledi v Rimu. Mussolini je naročil gradnjo novih cest in trgov, kar je povzročilo uničenje starejših cest, hiš, cerkva in palač, postavljenih med papeško vladavino. Glavne dejavnosti v času njegove vlade so bile: »izolacija« Kapitolskega griča; Via dei Monti, pozneje preimenovana v Via del'Impero in nazadnje Via dei Fori Imperiali; Via del Mare, pozneje preimenovana v Via del Teatro di Marcello; »izolacija« Avgustovega mavzoleja z postavitvijo trga Augusto Imperatore; in Via della Conciliazione.
Arhitekturno je italijanski fašizem favoriziral najmodernejša gibanja, kot je racionalizem. Vzporedno s tem se je v 1920-ih pojavil še en slog, imenovan Stile Novecento, za katerega so značilne povezave s starodavno rimsko arhitekturo. Dva pomembna kompleksa v tem slogu sta Foro Mussolini, zdaj Foro Italico, Enrica Del Debbija in Città universitaria ('univerzitetno mesto'), Marcella Piacentinija, tudi avtorja kontroverznega uničenja dela riona Borgo za odprtje Via della Conciliazione.
Najpomembnejše fašistično mesto v Rimu je okrožje EUR, ki ga je leta 1938 zasnoval Piacentini. Ta nova četrt je nastala kot kompromis med arhitekti racionalisti in novecento, prvega je vodil Giuseppe Pagano. EUR je bil prvotno zasnovan za svetovno razstavo leta 1942 in se je imenoval E.42 (Esposizione 42). Najbolj reprezentativni stavbi v EUR-u sta Palazzo della Civiltà Italiana (1938–1943) in Palazzo dei Congressi, primera racionalističnega sloga. Do svetovne razstave ni prišlo, ker je Italija vstopila v drugo svetovno vojno leta 1940, stavbe pa so bile leta 1943 delno uničene v spopadih med italijansko in nemško vojsko in pozneje opuščene. Četrt je bila obnovljena v 1950-ih, ko so rimske oblasti ugotovile, da že imajo seme poslovnega okrožja zunaj središča, kakršno so načrtovale še druge prestolnice (London Docklands in La Défense v Parizu). Palazzo della Farnesina, sedanji sedež italijanskega zunanjega ministrstva, je bil leta 1935 zasnovana v čistem fašističnem slogu.

### Spomeniki na seznamu Unescove svetovne dediščine
Pod naslovom Zgodovinsko središče Rima, lastnosti svetega sedeža v tem mestu, ki uživa ekstrateritorialne pravice in San Paolo Fuori le Mura (Historic Centre of Rome, the Properties of the Holy See in that City Enjoying Extraterritorial Rights and San Paolo Fuori le Mura) so naslednji spomeniki v starem mestnem jedru Rima:
Po legendi, da sta Rim ustanovila Romul in Rem leta 753 pred našim štetjem, je bil Rim najprej središče rimske republike, nato rimskega imperija in je v 4. stoletju postal prestolnica krščanskega sveta. Mesto svetovne dediščine, razširjeno leta 1990 na obzidje Urbana VIII., vključuje nekatere od pomembnejših antičnih spomenikov, kot so forumi, Avgustov mavzolej, Hadrijanov mavzolej, Panteon, Trajanov steber in Avrelijev steber, pa tudi verske in javne zgradbe papeškega Rima. Svetovna dediščina obsega celotno zgodovinsko središče Rima znotraj mestnega obzidja v najširšem obsegu v 17. stoletju, kot tudi baziliko sv. Pavla zunaj obzidja. Nepremičnina, kompleksna in stratificirana, vključuje izjemna arheološka območja, ki so integrirana v urbano tkivo.

### Parki in vrtovi
Javni parki in naravni rezervati pokrivajo veliko območje v Rimu, mesto pa ima eno največjih zelenih površin med evropskimi prestolnicami. Najbolj opazen del te zelene površine predstavlja veliko število vil in urejenih vrtov, ki jih je ustvarila italijanska aristokracija. Medtem ko je bil v času gradnje v poznem 19. stoletju večina parkov, ki obkrožajo vile, uničenih, so nekateri ostali. Najbolj opazni med njimi so Vila Borghese, Villa Ada in Vila Doria Pamphilij. Vila Doria Pamphili je zahodno od hriba Gianicolo in obsega približno 1,8 kvadratnih kilometrov. Vila Sciarra je na hribu z otroškimi igrišči in zasenčenimi sprehajalnimi območji. Na bližnjem območju Trastevere je Orto Botanico (botanični vrt) hladen in senčen zeleni prostor. Stari rimski hipodrom (Circus Maximus) je še ena velika zelena površina: ima malo dreves, vendar nanj gledata Palatin in Rožni vrt ('roseto comunale'). V bližini je bujna vila Celimontana, blizu vrtov, ki obkrožajo karakalove terme. Vrt Villa Borghese je najbolj znana velika zelena površina v Rimu, med zasenčenimi sprehodi pa je znana umetniška galerija. Vrtovi Pincio in Villa Medici gledajo na trg Piazza del Popolo in Španske stopnice. V Castelfusanu pri Ostiji je tudi pomemben borov gozd. Rim ima tudi številne regionalne parke precej novejšega izvora, vključno z regionalnim parkom Pineto in regionalnim parkom Apijske ceste. Naravni rezervati so tudi v Marcigliani in na Tenuta di Castelporziano.

### Fontane in akvadukti
Rim je mesto, ki slovi po številnih fontanah, zgrajenih v zelo različnih slogih, od klasičnih in srednjeveških, do baročnih in neoklasicističnih. Mesto ima fontane že več kot dva tisoč let, oskrbovale so mesto s pitno vodo in krasile rimske trge. V času Rimskega cesarstva, leta 98 našega štetja, je po besedah Seksta Julija Frontina, rimskega konzula, imenovanega za curator aquarum ali varuha vode mesta, Rim imel devet akvaduktov, ki so napajali 39 monumentalnih vodnjakov in 591 javnih bazenov, ne da bi upoštevali vodo za oskrbovanje cesarskega gospodinjstva, kopeli in lastnikov zasebnih vil. Vsak večji vodnjak je bil povezan z dvema različnima akvaduktoma, če bi enega zaprli zaradi servisiranja.
V 17. in 18. stoletju so rimski papeži rekonstruirali druge uničene rimske akvadukte in zgradili nove fontane za označbo svojega pomena, s čimer so začeli zlato dobo rimskih fontan.
Fontane v Rimu so bile, tako kot Rubensove slike, izraz novega sloga baročne umetnosti. Bile so polne alegoričnih figur in napolnjene s čustvi in gibanjem. V teh vodnjakih je kiparstvo postalo glavni element, vodo pa so preprosto uporabljali za oživitev in okrasitev skulptur. Tako kot baročni vrtovi so bili »vizualni prikaz zaupanja in moči«.

### Kipi
Rim je znan po svojih kipih, predvsem pa po govorečih kipih Rima. Običajno so to starodavni kipi, ki so postali priljubljeni nabiralniki za politične in družbene razprave, ter mesta, kjer lahko ljudje (pogosto satirično) izrazijo svoje mnenje. Obstajata dva glavna kipa: Pasquino in Marforio, vendar obstajajo še štirje znani kipi: il Babuino, Madama Lucrezia, il Facchino in opat Luigi. Večina teh kipov je staro rimskih ali klasičnih, večina pa prikazuje tudi mitske bogove, starodavne ljudi ali legendarne figure; il Pasquino predstavlja Menelaja, opat Luigi je neznani rimski sodnik, il Babuino naj bi bil Silenj, Marforio predstavlja Okeana, Madama Lucrezia je doprsni kip Izide, il Facchino pa edini nerimski kip, ki je nastal leta 1580 in ne zastopa nikogar posebej. Zaradi svojega statusa so pogosto prekriti s plakati ali grafiti, ki izražajo politične ideje in stališča. Drugi kipi v mestu, ki niso povezani s govorečimi kipi, vključujejo kipe na Ponte Sant'Angelo ali več spomenikov, raztresenih po mestu, na primer Giordana Bruna na Campo de'Fiori.

### Obeliski in stebri
Mesto gosti osem staroegipčanskih in pet antičnih rimskih obeliskov skupaj s številnimi sodobnejšimi obeliski; v Rimu je bil prej (do leta 2005) starodavni etiopski obelisk. Mesto vsebuje nekaj obeliskov na trgih, na primer na trgu Piazza Navona, Trgu sv. Petra, Piazza Montecitorio in Piazza del Popolo in drugih v vilah, termah in vrtovih, na primer v vili Celimontana, Dioklecijanovih termah in Pincijanskem hribu. Poleg tega je v središču Rima tudi Trajanov steber in Avrelijev steber, dva starodavna rimska stebra s spiralnim reliefom. Avrelijev steber je na trgu Piazza Colonna in ga je okoli leta 180 našega štetja postavil Komod v spomin na svoje starše. Steber je navdihnil Trajanov steber na Trajanovem forumu, ki je del cesarskega foruma.

### Mostovi
Mesto Rim ima številne znane mostove, ki prečkajo Tibero. Edini most, ki je ostal do danes iz klasične dobe nespremenjen, je Ponte dei Quattro Capi, ki povezuje Isolo Tiberino z levim bregom. Drugi ohranjeni - čeprav spremenjeni - starodavni rimski mostovi, ki prečkajo Tibero, so Ponte Cestio, Ponte Sant'Angelo in Ponte Milvio. Glede na Ponte Nomentano, ki je bil tudi zgrajen v starem Rimu in prečka reko Aniene, trenutno v mestu še vedno ostaja pet starodavnih rimskih mostov. Drugi omembe vredni mostovi so Ponte Sisto, prvi most, zgrajen v renesansi nad rimskimi temelji; Ponte Rotto, pravzaprav edini preostali lok starodavnega Pons Aemiliusa, se je podrl med poplavo leta 1598 in podrl konec 19. stoletja; in Ponte Vittorio Emanuele II., sodoben most, ki povezuje Corso Vittorio Emanuele in Borgo. Večina mestnih javnih mostov je bila zgrajenih v klasičnem ali renesančnem slogu, pa tudi v baročnem, neoklasicističnem in modernem slogu. Po Enciklopediji Britannici je najlepši starodavni most v Rimu Ponte Sant'Angelo, ki je bil dokončan leta 135 n. št. in je bil okrašen z desetimi kipi angelov, ki jih je leta 1688 zasnoval Bernini.

### Katakombe
Rim ima ogromno starodavnih katakomb ali podzemnih grobišč pod ali v bližini mesta, od katerih jih je vsaj štirideset, nekatere so odkrili šele v zadnjih desetletjih. Čeprav so najbolj znane po krščanskih pokopih, vključujejo poganske in judovske pokope, bodisi v ločenih katakombah bodisi pomešane skupaj. Prve obsežne katakombe so izkopali od 2. stoletja dalje. Prvotno so bile izrezane skozi tuf, mehko vulkansko kamnino, zunaj meja mesta, ker je rimsko pravo prepovedovalo pokopavanje v mejah mesta. Trenutno je vzdrževanje katakomb v rokah papeža, ki je salezijancem Don Boska naložil nadzor nad katakombami svetega Kaliksa na obrobju Rima.

## Gospodarstvo
Kot glavno mesto Italije, Rim gosti vse glavne institucije države, vključno s predsedstvom republike, vlado (in njenimi ministri), parlamentom, glavnimi sodišči in diplomatskimi predstavniki vseh držav za italijansko državo in Vatikan. V Rimu so številne mednarodne institucije, predvsem kulturne in znanstvene, na primer Ameriški inštitut, Britanska šola, Francoska akademija, Skandinavski inštituti in Nemški arheološki inštitut. Obstajajo tudi specializirane agencije Združenih narodov, na primer FAO. Rim gosti tudi velike mednarodne in svetovne politične in kulturne organizacije, kot so Mednarodni sklad za razvoj kmetijstva (IFAD), Svetovni program za hrano (WFP), Natova obrambna šola in Mednarodni center za preučevanje ohranjanja in obnove kulturnih dobrin (ICCROM).
Čeprav je za rimsko gospodarstvo značilna odsotnost težke industrije in v veliki meri prevladujejo storitve, visokotehnološka podjetja (IT, vesoljska industrija, obramba, telekomunikacije), raziskave, gradbene in komercialne dejavnosti (zlasti bančništvo) ter velik razvoj turizma, ki je zelo dinamičen in izjemno pomemben za njegovo gospodarstvo. Mednarodno rimsko letališče Fiumicino je največje v Italiji, v mestu pa so sedeži velike večine večjih italijanskih podjetij, pa tudi sedež treh od 100 največjih svetovnih podjetij: Enel, Eni in Telecom Italia.
Univerze, nacionalni radio in televizija ter filmska industrija so prav tako pomembni deli gospodarstva: Rim je tudi središče italijanske filmske industrije, zahvaljujoč studiom Cinecittà, ki deluje že od 1930-ih. Mesto je tudi središče bančništva in zavarovalništva, pa tudi elektronike, energije, prometa in vesoljske industrije. Sedeži številnih mednarodnih podjetij in agencij, vladnih ministrstev, konferenčnih centrov, športnih prizorišč in muzejev se nahajajo v glavnih poslovnih četrtih v Rimu: Esposizione Universale Roma (EUR); Torrino (južneje od EUR); Magliana; Parco de 'Medici-Laurentina in tako imenovana dolina Tiburtina ob starodavni Via Tiburtina.

## Šport
Leta 1960 je Rim gostil Poletne olimpijske igre. Tukaj imata sedež dva pomembna italijanska nogometna kluba, A.S. Roma in S.S. Lazio, ki svoje domače tekme igrata na olimpijskem stadionu. V mestu je med letoma 1925 in 1954 potekala dirka za Veliko nagrado Rima.

## Mednarodne povezave
Rim je od leta 1956 ekskluzivno mesto-dvojček Pariza, po načelu »Solo Parigi è degna di Roma; solo Roma è degna di Parigi« (»Samo Pariz je vreden Rima; samo Rim je vreden Pariza«). Druge mednarodne povezave z mesti (pobratena, sestrska ali partnerska mesta) so:
- Achacachi, Bolivija
- Alžir, Alžirija
- Beograd, Srbija
- Brasília, Brazilija
- Kairo, Egipt
- Kijev, Ukrajina
- Krakov, Poljska
- London, Združeno kraljestvo
- Multan, Pakistan
- Mumbaj, Indija
- Madrid, Španija
- Marbella, Španija
- Montreal, Kanada
- New York City, ZDA
- Peking, LR Kitajska
- Plovdiv, Bolgarija
- New Delhi, Indija
- Seul, Južna Koreja
- Sydney, Avstralija
- Tirana, Albanija
- Tokio, Japonska
- Tongeren, Belgija
- Tunis, Tunizija
- Washington, D.C., ZDA